# 京成1500形電車
京成1500形電車（けいせい1500がたでんしゃ）は、京成電鉄が過去に所有していた鉄道車両である。
本項は新京成電鉄に譲渡された後の1500形についても記述する。

## 概要
1941年2月に帝國車輛工業で竣工した2扉セミクロスシート車。当初は片隅運転台方式で京成車両特有の側面ドア位置が左右非対称（点対称）の形態で、ちょうど3扉車の両端の扉のような位置にドアが設けられていた。4両が製造されたが、竣工当初はすべて制御車であった。このため他の車両と連結して運用された。戦争の激化に伴い翌1942年には車内をロングシート化した。この当時の塗装はコバルトブルーにやや濃いブルーであった。
戦後になり青とクリーム色の特急色に塗り替えられ、同色であった600形等と連結されることもあったが、1951年、セミクロスシートが復活し、1952年、有料特急列車「開運号」を運転する際に1501と1503を電装化（性能は200形と同じ）し、1501はオールクロスシートとして整備された。同時に車体色をチョコレートとクリーム色に変更された。翌1953年には1600形の竣工に伴い定期特急運用からは基本的に外されたが、主に臨時特急「印旛号」（成田方向）、「汐風号」（千葉方向）や急行列車、普通列車として運行されていた。また1600形検査時には代走として3連に組成して「開運号」で走行することもあった。この代走使用のため1954年には一部の車両にテレビ受像機の設置も行った。
1955年、津田沼検車区の火災で1両を除き大幅に損傷し、損傷が激しい1502と1504の車体の乗せ替え（ノーシル・ノーヘッダの左右対称、ただし半鋼製）と片運転台化などの改造を行い、1501と1502の車番を入れ替えた。改造後の編成は上野方から1502 - 1501+1504 - 1503。1504 - 1503はクロスシートのまま一時新京成電鉄に貸し出されたこともあった。
1963年、3150形クロスシート車の竣工により一般車へ格下げされ、1502・1503も車体の乗せ替えで3扉化改造、ロングシート化、内装の近代化、テレビ受像機の撤去、側面の左右対称化工事を行い、塗装も「青電」色となった（ただし屋根と床は木造のまま）。この更新で車側のロゴがK.D.K.からKeiseiに変更された。
1967年に新京成に譲渡。暫くは青電色のままで、「Keisei」の筆記体ロゴが残されていた。1972年には大栄車輌にて250形や800形に似た全金属製車体に載せ変え、250形モハ253・254と550形クハ553・554に改番。1987年にに廃車となった。